# George Alexander Osborne
Pour les articles homonymes, voir Osborne.
George Alexander Osborne (Limerick, 24 septembre 1806 – Londres, 16 novembre 1893) est un compositeur et pianiste irlandais.

## Biographie
Osborne quitte l'Irlande à l'âge de dix-huit ans, lorsqu'il part pour Bruxelles, où il est nommé professeur de musique pour le fils aîné du roi Guillaume d'Orange. Il devient l'ami de Charles de Bériot. Avec Bériot plus tard, il a composé plus de trente duos pour violon et piano, qui a connu une grande popularité. En 1830, il se bat pour les royalistes dans la révolution Belge et après sa capture et sa libération, il s'installe à Paris. Il étudie avec Johann Peter Pixis, François-Joseph Fétis et Friedrich Kalkbrenner et se lie d'amitié avec certains des plus grands musiciens de son temps, notamment Berlioz et Chopin. En 1843, Il s'installe définitivement à Londres, mais il maintient une maison à Paris jusqu'à ce que vers 1848, lorsqu'il encourage  Chopin lors de sa dernière tournée en Angleterre en 1848. À Londres, il occupe les postes d'administrateur de la Royal Philharmonic Society, la Royal Academy of Music et dirige l'Amateur Musical Society (à partir de 1852). Osborne est décédé à son domicile dans le quartier de Regent Park, à Londres, à l'âge de 87 ans.

## Œuvres
Les compositions d'Osborne sont pour la plupart de petite forme. L'œuvre comprend 83 œuvres originales pour piano, 178 transcriptions et des fantaisies pour piano, 24 duos pour piano, 44 œuvres vocales, 55 pièces de musique de chambre ; parmi ses œuvres non publiées il y a  deux opéras et quelques ouvertures orchestrales, aujourd'hui perdues. Berlioz observe que les mélodies d'Osborne et les trios sont « élevés dans le style et d'une grande conception ». L'une des compositions les plus populaires d'Osborne est une pièce pour piano intitulée La Pluie de perles, qui a connu de nombreuses éditions. Certaines de ses pièces pour piano sont écrites pour mettre en valeur sa propre virtuosité, tandis que d'autres sont conçues comme divertissements de musique de salon.

## Enregistrements
- Duo brillant à quatre mains op. 69 (c. 1850) -  Bruce Posner & Donald Garvelmann, piano (1994, Koch International 3-7287-2).
- Isabella Valse op. 34 (1845) ; Trio pour Piano n° 3 en sol majeur op. 52 (1846) ; La Pluie des perles op. 61 (1848) ; l'Irlande. Fantasia on Favourite Irish Airs (1853) ; Evening Dew. Morceau de salon, op. 90 (1853) ; Fantaisie sur l'opéra « La Rose de Castille » de Balfe (1857) ; Sonate pour violoncelle (1876) - Una Hunt (piano), Justin Pearson (violoncelle), Triantán (trio avec piano) (2004, RTÉ Lyric fm CD 103)
- Pauline Nocturne (1841) et La Nouvelle pluie de perles (1849) - Una Hunt, piano (2006, RTÉ Lyric fm CD 109)
- (en collaboration avec Heinrich Wilhelm Ernst) Souvenirs de l'opéra « La Juive » de F. Halévy (c.1835) - Sherban Lupu, violon ; Ian Hobson, piano (2012, Toccata Classics TOCC 0163)